# Rochester (Minnesota)
Rochester is een plaats (city) in de Amerikaanse staat Minnesota, en is de hoofdplaats van Olmsted County.

## Demografie
Bij de volkstelling in 2000 werd het aantal inwoners vastgesteld op 85.806. In 2006 is het aantal inwoners door het United States Census Bureau geschat op 96.975, een stijging van 11.169 (13,0%). Rochester is hiermee de derde stad van Minnesota; alleen Saint Paul en Minneapolis zijn groter.

## Geografie
Rochester ligt aan de Zumbro River. Volgens het United States Census Bureau beslaat de plaats een oppervlakte van 103,0 km², waarvan 102,6 km² land en 0,4 km² water. Rochester ligt op ongeveer 315 meter boven zeeniveau.

## Geboren
- Eric Strobel (1958), ijshockeyer)
- Sheree J. Wilson (1958), actrice en model
- Lea Thompson (1961), actrice
- Eric Butorac (1981), tennisser
- Bethanie Mattek-Sands (1985), tennisspeelster

## Plaatsen in de nabije omgeving
De onderstaande figuur toont nabijgelegen plaatsen in een straal van 24 km rond Rochester.